# Tōgō Heihachirō
Tōgō Heihachirō,  (東郷 平八郎 Tōgō Heihachirō?,  Kagoshima, Shogunato Tokugawa, 27 de enero de 1848-Tokio, Imperio del Japón, 30 de mayo de 1934), fue un Marqués y Gensui en la Armada Imperial Japonesa y uno de los héroes nacionales navales más importantes e insignes de Japón. Los cronistas occidentales lo llamaron el Nelson del este al tener de una participación muy activa y decisiva en la Guerra Boshin de 1868 a 1869, en la primera guerra sino-japonesa de 1894 a 1895, y en la guerra ruso-japonesa de 1904 a 1905.

## Biografía

### Primeros años
Tōgō nació en 1848 en el distrito de Kachiyacho de la ciudad de Kagoshima, en el dominio de Satsuma, en el Shogunato Tokugawa, Su padre fue un samurái que servía al clan Shimazu, y tuvo tres hermanos.
Kachiyacho fue uno de los distritos donde residían los samurái, y fue lugar donde nacieron personas muy influyentes en la Era Meiji, tales como Saigō Takamori y Okubo Toshimichi. Ellos alcanzaron posiciones preeminentes gracias al Emperador Meiji, en parte porque el clan Shimazu tuvo un factor decisivo militar y político en la guerra Boshin contra el Shogunato Tokugawa y a favor de la Restauración Meiji.

### Lucha contra el shogunato
El primer combate que tuvo Tōgō fue a los quince años durante la guerra anglo-satsuma (agosto de 1863), en la que Kagoshima fue bombardeada por la Marina Real británica como castigo al daimyō de la provincia de Satsuma por la muerte de Charles Lennox Richardson en la vía Tōkaidō el año anterior (el incidente de Namamugi), y por la negativa japonesa a pagar una indemnización.

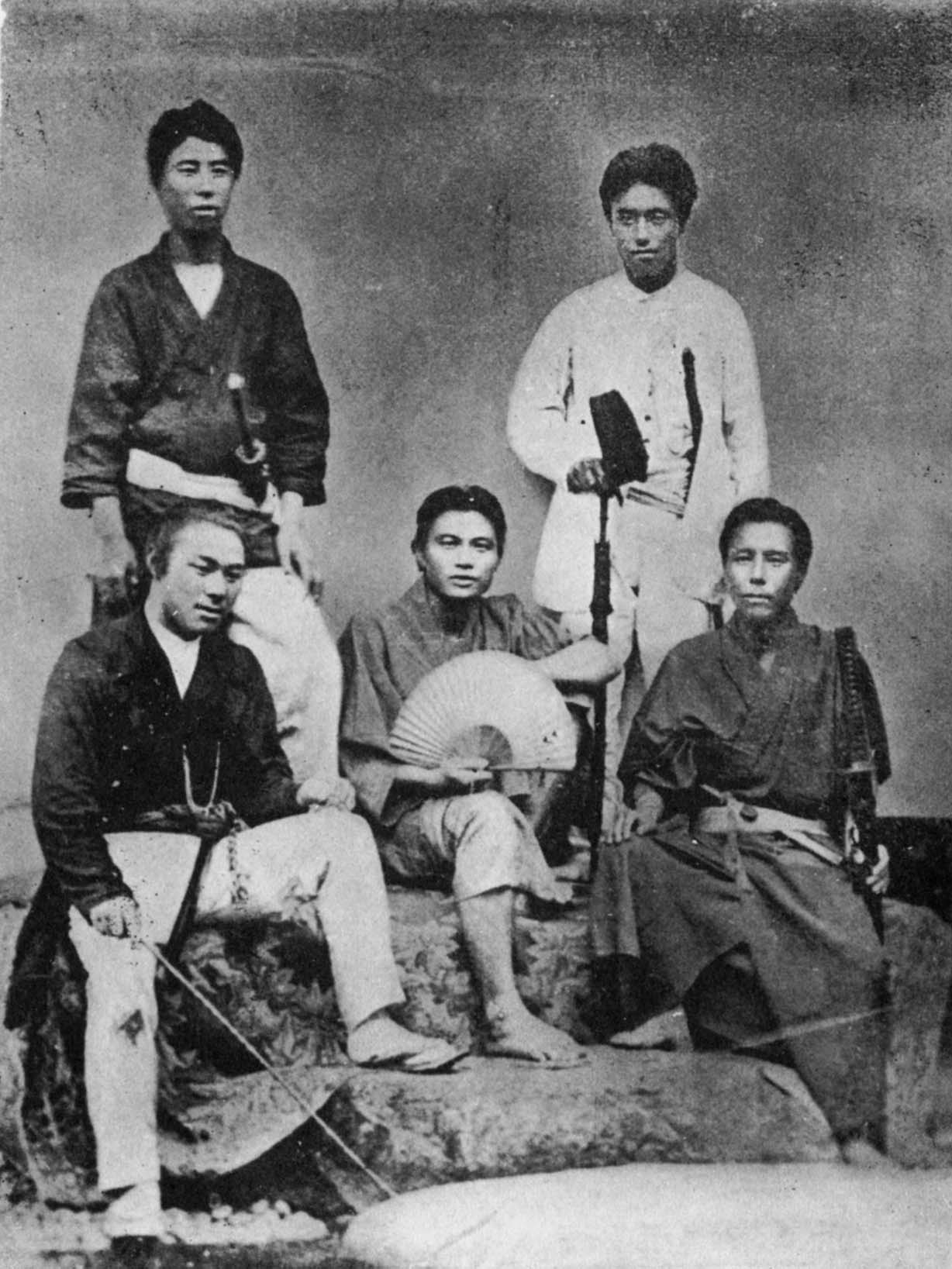
Oficiales del Kasuga, en agosto de 1869. El oficial de tercera clase Tōgō está vestido de blanco, en la parte superior derecha

En 1864, Satsuma conformó una armada, en la que Tōgō y dos de sus hermanos se enrolaron. En enero de 1868, durante la guerra Boshin, Tōgō fue asignado a un acorazado de vapor de ruedas, el Kasuga, y que participó en la batalla naval de Awa, cerca de Osaka, en contra de la armada del shogunato, en la primera batalla naval japonesa entre dos flotas modernas.
Cuando el conflicto se extendió al norte de Japón, Tōgō participó como oficial de tercera clase a bordo del Kasuga en las últimas batallas en contra de los remanentes de las fuerzas del shogunato en la batalla naval de Miyako y en la batalla naval de Hakodate (1869).

### Estudios en el Reino Unido
Tōgō estudió ciencia naval por siete años en Inglaterra como un aprendiz de oficial, desde 1871 hasta 1878, junto con otros estudiantes japoneses. Visitó Londres, en el momento que era la ciudad más grande y populosa en el mundo. Muchas cosas en esa época eran extrañas ante los ojos de un japonés, sobre todo con el estilo de vida. El grupo de japoneses fue separado y enviados a diversas casas de huéspedes inglesas para una instrucción individual del idioma inglés, así como de las costumbres y modales.

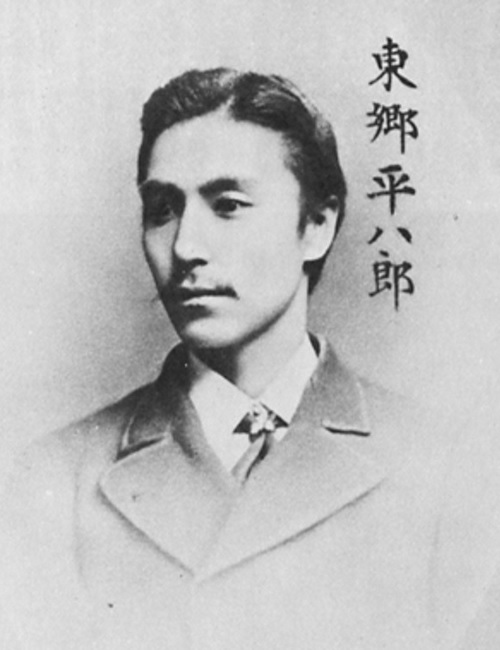
Tōgō durante sus estudios en Europa (1877).

Fue enviado posteriormente a Plymouth, donde fue nombrado cadete en el HMS Worcester, que era parte del Thames Nautical Training Collage, en 1872. Tōgō consideró “inadecuado” las raciones que recibía como cadete; esto pudo ser provocado por el “metabolismo del Lejano Oriente”, la ausencia de arroz en la dieta inglesa, o en el cambio de clima que afectaba su apetito; aun así Tōgō pudo acostumbrarse a la dieta, asombrando a los ingleses. Los camaradas ingleses de Tōgō lo llamaban “Johnny Chinaman”, un término despectivo similar a “oriental” ya que no sabían distinguir los diferentes pueblos asiáticos. No obstante, Tōgō sorprendió a los ingleses graduándose segundo en su clase.
En 1875, Tōgō circunnavegó el mundo como un marinero ordinario en el buque-escuela británico Hampshire, zarpando en febrero y se mantuvo setenta días en el mar sin tocar puerto hasta llegar a Melbourne, comiendo solamente carne salada y galletas. En Australia, Tōgō observó “animales extraños”, haciendo referencia a la fauna australiana. A su regreso a Inglaterra, Tōgō había navegado unas treinta mil millas; pero sufrió una extraña enfermedad que había comprometido mucho su vista. Tōgō pidió a los médicos realizar cualquiera cosa, e inclusive se sometió a dolorosos experimentos que causaron congoja y rareza sobre los médicos. Finalmente, los oftalmólogos de Harley Street pudieron salvarle la vista.
Posteriormente estudió matemáticas en Cambridge (aunque no en la Universidad), donde vivió con el Reverendo A. S. Capel. Tōgō acudió posteriormente a la Royal Naval Academy en Portsmouth y al Royal Naval College en Greenwich. Durante su estadía, la Armada Imperial de Japón pidió al Reino Unido tres buques de guerra. Tōgō aprovechó la oportunidad para entrenarse y supervisar la construcción del Fusō en el astillero de Samuda Brothers en la isla de los Perros.
Tōgō fue promovido a teniente y regresó a Japón el 22 de mayo de 1878, a bordo de uno de los buques construidos en el Reino Unido, el Hiei. Estuvo ausente durante la rebelión de Satsuma y expresó arrepentimiento por el destino de su amigo Saigō Takamori. A su regreso a la Armada Imperial Japonesa recibió varios destinos, primero como capitán del Dai-ni Teibō y posteriormente en el Amagi.

## Carrera militar

### Guerra franco-china
En la guerra franco-china (1884-1885), Tōgō, a bordo del Amagi, siguió de cerca las acciones de la flota francesa bajo el almirante Courbet. Observó el combate terrestre de las fuerzas francesas contra los chinos en Formosa (Taiwán), bajo el liderazgo de Joseph Joffre, futuro comandante en jefe de las fuerzas francesas en la Primera Guerra Mundial.

### Guerra sino-japonesa
En 1894, al comenzar la primera guerra sino-japonesa (1894-1895), Tōgō era capitán del crucero Naniwa, y logró hundir el buque de transporte británico Kowshing que estaba fletado por los chinos a la Flota de Beiyang para movilizar las tropas. Un reporte del incidente fue enviado por Suematsu Kencho a Mutsu Munemitsu.
El hundimiento casi provoca un conflicto diplomático entre Japón y el Reino Unido, pero fue finalmente reconocido por los juristas británicos con la total conformidad de la Ley Internacional, haciendo a Tōgō famoso de la noche a la mañana por su habilidad de resolver hechos conflictivos que involucraban países y regulaciones extranjeras. El buque británico estaba transportando cientos de soldados chinos a través de Corea, y estos soldados se habían amotinado y tomaron la nave justo en el momento que aparecieron las naves japonesas.
Tōgō tomó parte de la batalla del Yalu, teniendo al Naniwa como el último buque en la línea de batalla bajo el comando del almirante Tsuboi Kozo. Fue ascendido a contraalmirante al final de la guerra, en 1895.
Tras el final de la guerra sino-japonesa, la carrera de Tōgō no fue muy destacada. Fue presidente del Colegio Naval del Estado Mayor, comandante del Colegio Naval de Sasebo y de la Flota Permanente. En 1898 fue ascendido a vicealmirante.

### Guerra ruso-japonesa

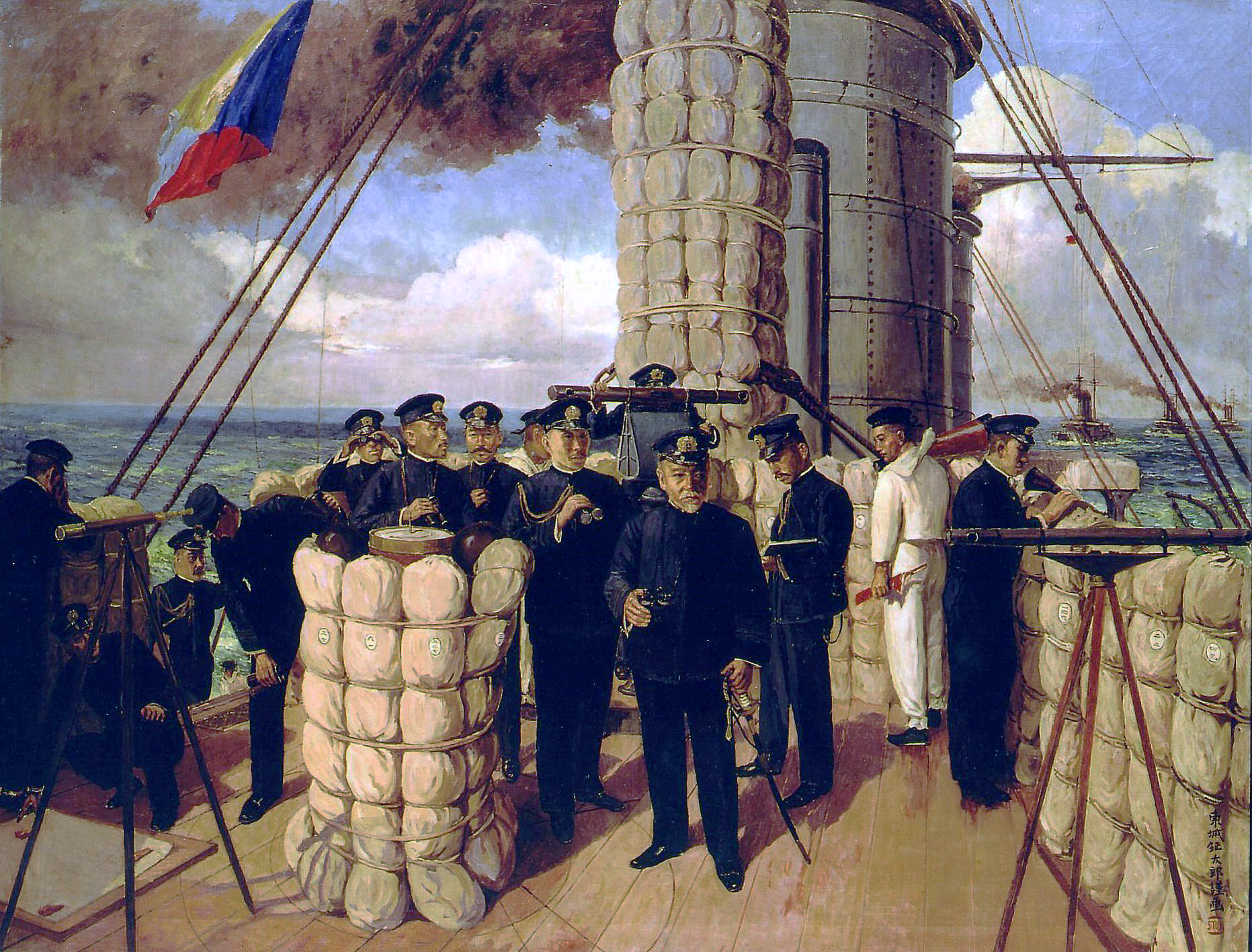
El almirante Tōgō en el puente del acorazado Mikasa, al comienzo de la batalla de Tsushima (1905).

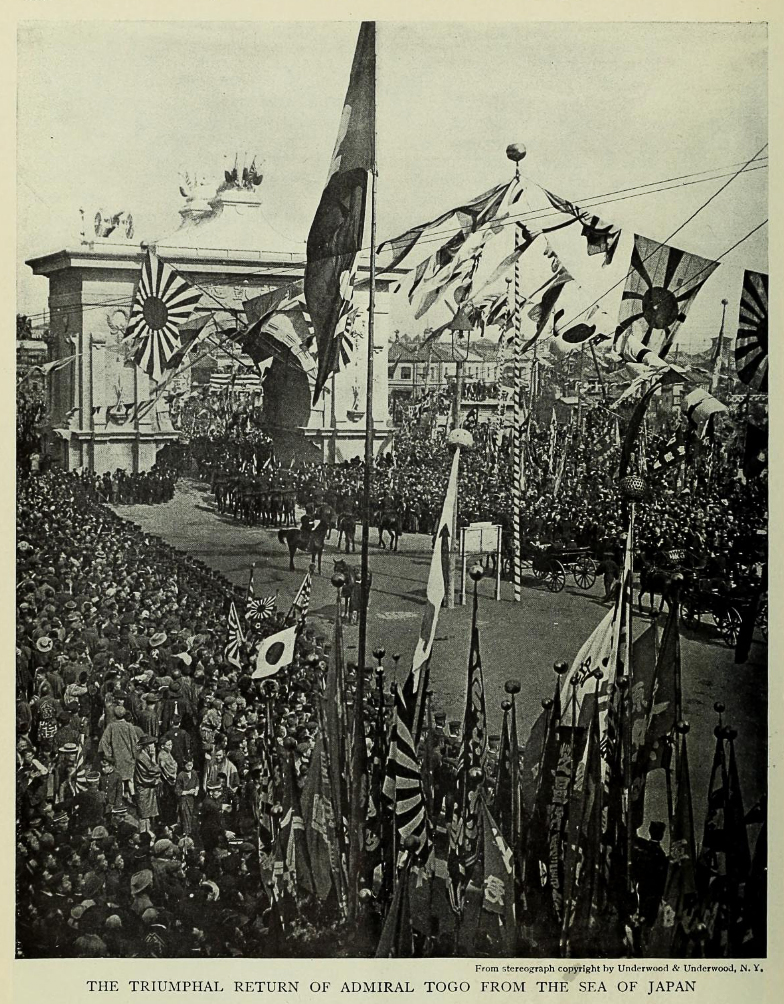
"El regreso triunfal del almirante Togo del mar de Japón" (1907).

En 1903, el ministro de la Marina Yamamoto Gonnohyoe asignó a Tōgō comandante en jefe de la Flota Combinada de la Armada Imperial Japonesa. Esta acción asombró a muchas personas, incluyendo al emperador Meiji, quien preguntó a Yamamoto la razón de este nombramiento. Yamamoto respondió al Emperador “porque Tōgō es un hombre de buena fortuna”.
Durante la guerra ruso-japonesa (1904-1905), Tōgō derrotó a la flota rusa en Port Arthur, en 1904, y destruyó a la Flota báltica rusa en 1905, en la batalla de Tsushima, asombrando al mundo con la estrategia utilizada. Esta batalla destruyó la fortaleza de Rusia en el Este de Asia, y ocasionó varios levantamientos en la Armada Rusa (levantamiento de 1905 en Vladivostok, el alzamiento del acorazado Potemkin), contribuyendo a la Revolución Rusa de 1905. Se investigó a los líderes navales rusos de la expedición, que Tōgō destruyó o capturó, para buscar razones detrás de la aplastante derrota. El comandante ruso de la extinta flota báltica, el almirante Rozhdestvenski (quien quedó gravemente herido en la batalla) quien tuvo el mayor peso del desastre fue favorecido con la inocencia por las autoridades y gobernantes en su juicio. Sin embargo, el almirante Nikolái Nebogatov, quien tenía roces con el gobierno ruso fue usado como chivo expiatorio. Nebogatov fue hallado culpable y sentenciado a diez años de prisión confinado en una fortaleza.

## Últimos años

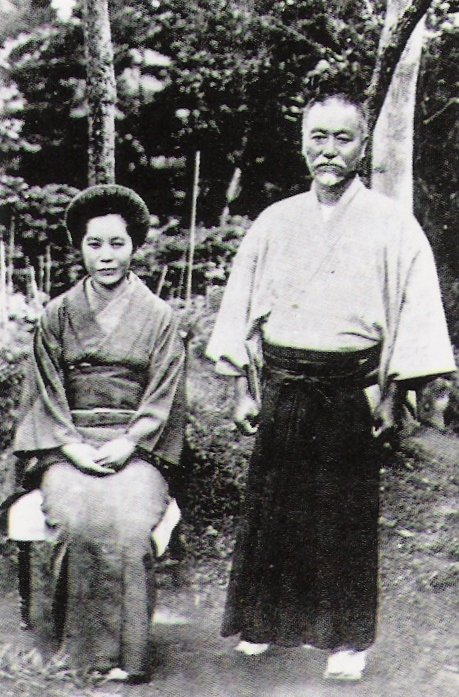
El almirante Tōgō y su esposa Tetsu (1913).

En 1906, fue condecorado con la Orden del Mérito por el rey Eduardo VII del Reino Unido; posteriormente fue jefe del Estado Mayor General de la Armada (1905-1909). En 1907 fue inscrito en el sistema de nobleza japonés (kazoku) con el título de hakushaku (conde). También fue miembro del Consejo Supremo de Guerra.
En 1913 recibió el título honorífico de Almirante de la Flota (gensui). Entre 1914 y 1924 fue tutor del príncipe Hirohito, el futuro Emperador Shōwa. Nunca le agradó involucrarse en la política; sin embargo, se mostró opuesto al Tratado Naval de Londres. En diciembre de 1933, presenció el nacimiento del príncipe Akihito.
Fue premiado con el Collar de la Suprema Orden del Crisantemo en 1926, un honor que solo había sido recibido por el Emperador Shōwa y el Príncipe Kan’in Kotohito hasta ese momento. También recibió el Gran Cordón de la Orden del Milano Dorado (1.ª clase) y fue elevado al rango de kōshaku (marqués) en 1934, un día antes de su muerte. Al morir, se acordó un funeral de Estado. Las armadas de Gran Bretaña, Estados Unidos, Países Bajos, Francia, Italia y China enviaron buques para realizar una parada naval en su honor en la bahía de Tokio. En la década de 1970, durante las visitas oficiales de Luis Echeverría y José López Portillo (México), Alfredo Stroessner (Paraguay) y Jorge Rafael Videla (Argentina), se realizaron homenajes en su honor a bordo del acorazado Mikasa.

## Reconocimiento

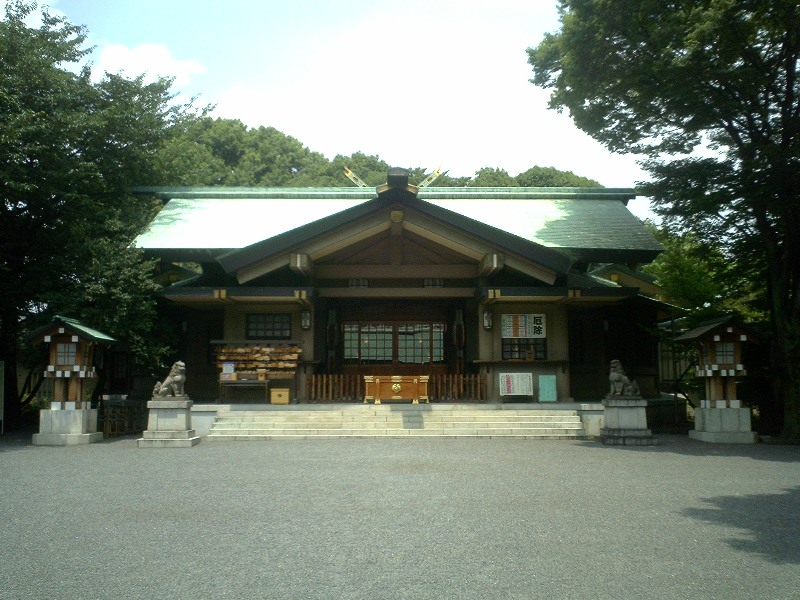
El Santuario Tōgō en Harajuku, Tokio.

En 1940 se construye el Santuario Tōgō en el barrio de Harajuku en Tokio, para rivalizar con el Santuario Nogi, que fue erigido en honor del General del Ejército Imperial Japonés Nogi Maresuke. La idea de elevar a Tōgō como un kami Shinto fue discutido antes de su muerte, pero él se opuso vehementemente. Las estatuas de Tōgō en Japón incluyen una en el Santuario Ontaku en Agano, prefectura de Saitama y otra frente al acorazado Mikasa en Yokosuka. 

### Legado
Tōgō es considerado uno de los personajes fundamentales en la creación y estructuración de la Armada Imperial Japonesa, quien acabará por definirla y situarla entre las mejores del mundo.
El hijo y nieto de Tōgō también sirvieron a la Armada Imperial Japonesa. Su nieto murió en combate durante la Guerra del Pacífico en el crucero pesado Maya en la batalla del Golfo de Leyte.